# سياسة الإمارات العربية المتحدة

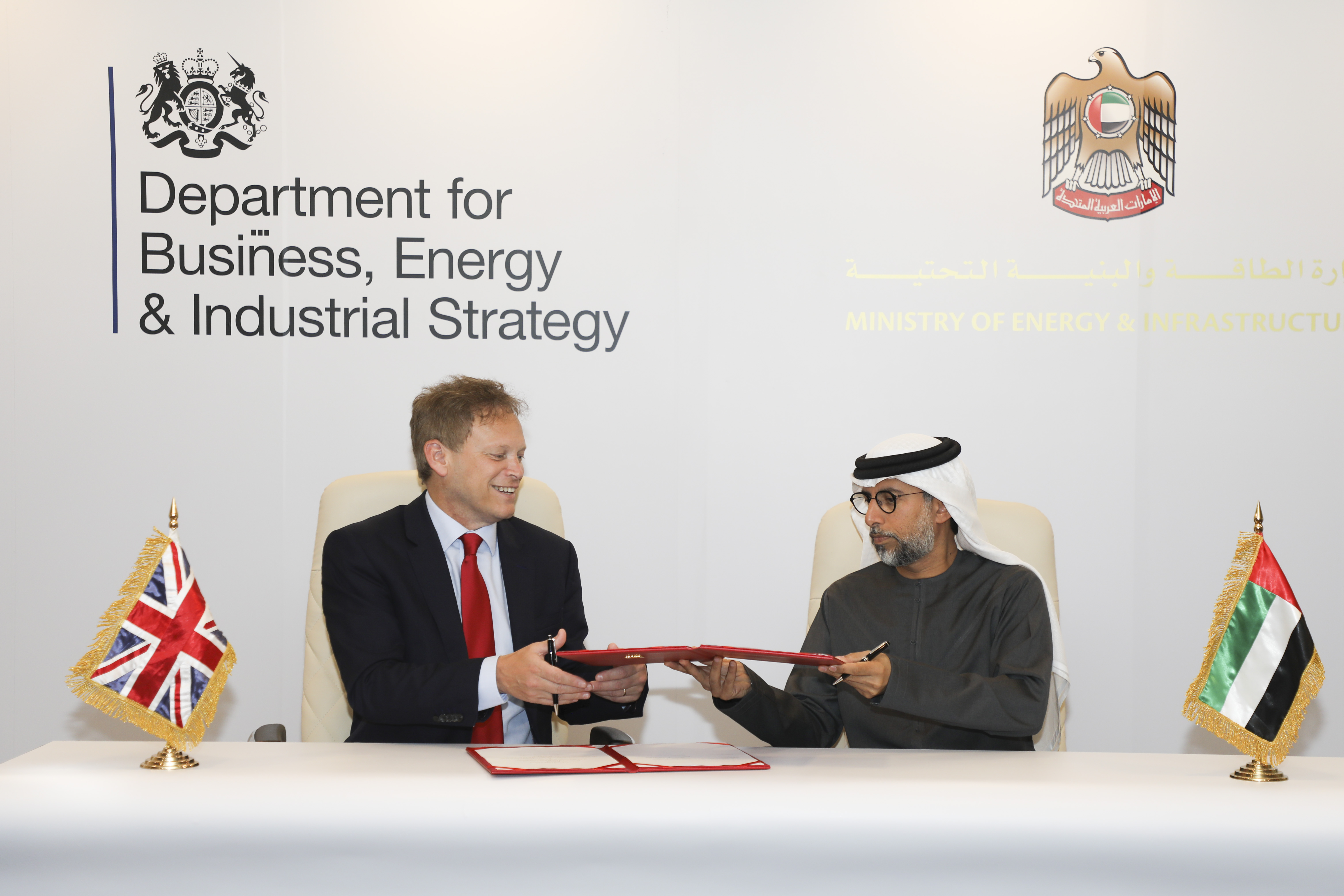
13/01/2023. أبو ظبي، الإمارات العربية المتحدة وزير الدولة لشؤون الأعمال والطاقة والاستراتيجية الصناعية جرانت شابس يوقع مذكرة تفاهم مع وزارة العدل بشأن الطاقة النظيفة مع وزير الطاقة الإماراتي آل مازوريل. وزارة الطاقة. الصورة بواسطة تيم هاموند / BEIS

تجري السياسة في دولة الإمارات العربية المتحدة في إطار نظام ملكي دستوري رئاسي انتخابي اتحادي (اتحاد من الممالك المطلقة). الإمارات العربية المتحدة هي اتحاد يضم سبع إمارات: أبو ظبي وعجمان ودبي والفجيرة ورأس الخيمة والشارقة وأم القيوين.
وفقًا للعرف، حاكم أبوظبي (محمد بن زايد آل نهيان) هو رئيس دولة الإمارات العربية المتحدة (على الرغم من أنه يحمل لقب رئيس، إلا أن البلاد لا تُحكم كجمهورية رئاسية) ورئيس الدولة، وحاكم دبي هو رئيس وزراء الإمارات العربية المتحدة، أي رئيس الحكومة. تتمتع الإمارات داخل دولة الإمارات العربية المتحدة باستقلال إداري كبير.
الإمارات العربية المتحدة دولة استبدادية. وُصفت الإمارات العربية المتحدة بأنها "دولة استبدادية قبلية"، حيث تُدار الملكيات السبع المكونة لها من قِبل حكام قبليين بطريقة استبدادية. لا توجد مؤسسات منتخبة ديمقراطيًا، ولا يوجد التزام رسمي بحرية التعبير.
لقد ساهم اكتشاف النفط في أبوظبي عام ١٩٥٨، وما تلاه من ثروة نفطية، في تحديد سياساتها واقتصادها، كما ساهم في تشكيل سلوك سياستها الخارجية.[

## السلطات الاتحادية

### المجلس الأعلى للاتحاد
المجلس الأعلى للاتحاد هو أرفع سلطة دستورية في دولة الإمارات العربية المتحدة. وهو أعلى هيئة تشريعية وتنفيذية. وهو الذي يرسم السياسات العامة ويقرّ التشريعات الاتحادية. يتشكل مجلس الحكام الأعلى من حكام الإمارات السبع المكونة للاتحاد أو من يقوم مقامهم في إماراتهم في حالة غيابهم أو تعذر وجودهم. ولكل منهم صوت واحد في قرارات المجلس.

#### اختصاصات المجلس الأعلى للاتحاد
يتولى المجلس الأعلى للإتحاد الاختصاصات التالية:
1. رسم السياسة العامة في جميع المسائل الموكولة للإتحاد بمقتضى هذا الدستور والنظر في كل ما من شأنه إن يحقق أهداف الاتحاد والمصالح المشتركة للإمارات الأعضاء.
2. التصديق على القوانين الاتحادية المختلفة قبل إصدارها بما في ذلك قوانين الميزانية العامة السنوية للإتحاد والحساب الختامي.
3. التصديق على المراسيم المتعلقة بأمور خاضعة بمقتضى أحكام هذا الدستور لتصديق أو موافقة المجلس الأعلى للإتحاد وذلك بل إصدار هذه المراسيم من رئيس الاتحاد.
4. التصديق على المعاهد والإتفاقيات ويتم التصديق بمرسوم.
5. الموافقة على تعيين رئيس مجلس وزراء الاتحاد وقبول استقالته وإعفائه من منصبه بناء على اقتراح رئيس الاتحاد.
6. الموافقة على تعيين رئيس وقضاة المحكمة الاتحادية العليا وقبول استقالاتهم وفصلهم في الأحوال التي ينص عليها في الدستور.ويتم كل ذلك بمراسيم.
7. الرقابة العليا على شؤون الاتحاد بوجه عام.
8. أية اختصاصات أخرى منصوص عليها في هذا الدستور أو في القوانين الإتحادية.

#### أعضاء المجلس الأعلى للاتحاد
عضوية المجلس الأعلى محصورة على حكام الإمارات وهم:
- صاحب السمو الشيخ محمد بن زايد آل نهيان: رئيس المجلس الأعلى للاتحاد، رئيس الدولة، حاكم إمارة أبوظبي.
- صاحب السمو الشيخ محمد بن راشد آل مكتوم: نائب رئيس المجلس الأعلى للاتحاد، نائب رئيس الدولة، رئيس مجلس الوزراء، حاكم إمارة دبي.
- صاحب السمو الشيخ الدكتور سلطان بن محمد القاسمي: عضو المجلس الأعلى للاتحاد، حاكم إمارة الشارقة.
- صاحب السمو الشيخ حميد بن راشد النعيمي: عضو المجلس الأعلى للاتحاد، حاكم إمارة عجمان.
- صاحب السمو الشيخ سعود بن راشد المعلا: عضو المجلس الأعلى للاتحاد، حاكم إمارة أم القيوين.
- صاحب السمو الشيخ سعود بن صقر القاسمي: عضو المجلس الأعلى للاتحاد، حاكم إمارة رأس الخيمة.
- صاحب السمو الشيخ حمد بن محمد الشرقي: عضو المجلس الأعلى للاتحاد، حاكم إمارة الفجيرة.

### مجلس الوزراء الاتحادي
مجلس الوزراء الاتحادي هو سلطة من السلطات الاتحادية الخمس لدولة الإمارات العربية المتحدة، وهو الهيئة التنفيذية الاتحادية، ويكون المجلس تحت رقابة عليا لرئيس الدولة والمجلس الأعلى، وتكون مداولاته سرية وتصدر قراراته بأغلبية أعضائه وعند تساوي الأصوات يرجح الجانب الذي فيه الرئيس.

#### صلاحيات مجلس الوزراء الاتحادي
وفقاً للمادة 60 من دستور الدولة، تكون سلطات وصلاحيات مجلس الوزراء كالآتي:
1. متابعة تنفيذ السياسة العامة لحكومة الاتحاد في الداخل والخارج.
2. اقتراح مشروعات القوانين الاتحادية وإحالتها إلى المجلس الوطني الاتحادي قبل رفعها إلى رئيس الاتحاد لعرضها على المجلس الأعلى للتصديق عليها.
3. اعداد مشروع الميزانية السنوية العامة للاتحاد، والحساب الختامي.
4. اعداد مشروعات المراسيم والقرارات المختلفة.
5. وضع اللوائح اللازمة لتنفيذ القوانين الاتحادية بما ليس فيه تعديل أو تعطيل لها أو اعفاء مـن تنفيذها، وكذلك لوائح الضبط، واللوائح الخاصة بترتيب الإدارات والمصالح العامة، في حدود أحكام هذا الدستور والقوانين الاتحادية. ويجوز بنص خاص في القانون، أو لمجلس الوزراء، تكليف الوزير الاتحادي المختص أو أية جهة إدارية أخرى، في إصدار بعض هذه اللوائح.
6. الإشراف على تنفيذ القوانين والمراسيم واللوائح والقرارات الاتحادية بواسطة كافة الجهات المعنية في الاتحاد أو الإمارات.
7. الإشراف على تنفيذ أحكام المحاكم الاتحادية، والمعاهدات والاتفاقيات الدولية التي يبرمها الاتحاد.
8. تعيين وعزل الموظفين الاتحاديين، وفقاً لأحكام القانون، ممن لا يتطلب تعيينهم أو عزلهم إصدار مراسيم بذلك.
9. مراقبة سير الإدارات والمصالح العامة الاتحادية، ومسلك وانضباط موظفي الاتحاد عموماً.
10. أيـة اختصاصات أخرى يخوله إياها القانون، أو المجلس الأعلى، في حدود هذا الدستور.

#### أعضاء مجلس الوزراء الاتحادي
| المنصب                                                               | اسم صاحب المنصب                        |
| -------------------------------------------------------------------- | -------------------------------------- |
| رئيس مجلس الوزراء وزير الدفاع                                        | صاحب السمو الشيخ محمد بن راشد آل مكتوم |
| نائب رئيس مجلس الوزراء وزير الداخلية                                 | الفريق سمو الشيخ سيف بن زايد آل نهيان  |
| نائب رئيس مجلس الوزراء وزير شئون الرئاسة                             | سمو الشيخ منصور بن زايد آل نهيان       |
| وزير المالية                                                         | سمو الشيخ حمدان بن راشد آل مكتوم       |
| وزير الخارجية                                                        | سمو الشيخ عبد الله بن زايد آل نهيان    |
| وزير الثقافة والشباب وتنمية المجتمع                                  | الشيخ نهيان بن مبارك آل نهيان          |
| وزير التعليم العالي والبحث العلمي                                    | الشيخ حمدان بن مبارك آل نهيان          |
| وزيرة التنمية والتعاون الدولي                                        | الشيخة لبنى بنت خالد القاسمى           |
| وزير شؤون مجلس الوزراء                                               | محمد عبد الله القرقاوي                 |
| وزير الاقتصاد                                                        | سلطان بن سعيد المنصوري                 |
| وزيرة الشؤون الاجتماعية                                              | مريم بنت محمد الرومي                   |
| وزير التربية والتعليم                                                | حسين إبراهيم الحمادي                   |
| وزير الصحة                                                           | عبد الرحمن محمد العويس                 |
| وزير العمل                                                           | معالي صقر بن غباش سعيد غباش            |
| وزير الدولة للشؤون الخارجية وزير الدولة لشؤون المجلس الوطني الاتحادي | الدكتور أنور محمد قرقاش                |
| وزير العدل                                                           | الدكتور سلطان سعيد البادي              |
| وزير البيئة والمياه                                                  | معالي الدكتور راشد أحمد بن فهد         |
| وزير الطاقة                                                          | سهيل بن محمد المزروعي                  |
| وزير الأشغال العامة                                                  | عبد الله بن محمد النعيمي               |
| وزير الدولة للشؤون المالية                                           | عبيد بن حميد الطاير                    |
| وزيرة دولة                                                           | الدكتورة ميثاء بنت سالم الشامسي        |
| وزيرة دولة                                                           | معالي ريم بنت إبراهيم الهاشمي          |
| وزير دولة                                                            | سلطان بن أحمد سلطان الجابر             |
| وزير دولة                                                            | عبد الله بن محمد غباش                  |

## وصلات خارجية
- حكومة الإمارات العربية المتحدة على مشروع الدليل المفتوح
- البوابة الرسمية لحكومة دبي نسخة محفوظة 13 يناير 2017 على موقع واي باك مشين. (بالعربية)
- UAEPrison.com: مشاكل حقوق الإنسان في الإمارات العربية المتحدة  (بالإنجليزية)
- السياسة والحكومة على موقع EmiratesVoyage.com (بالإنجليزية)